# Vietnam

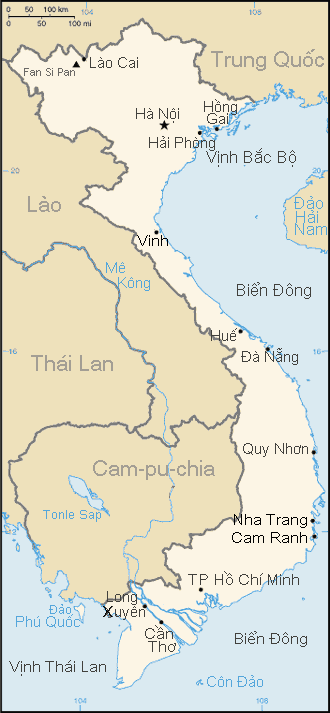
Vietnamesiskspråkig karta över Vietnam.

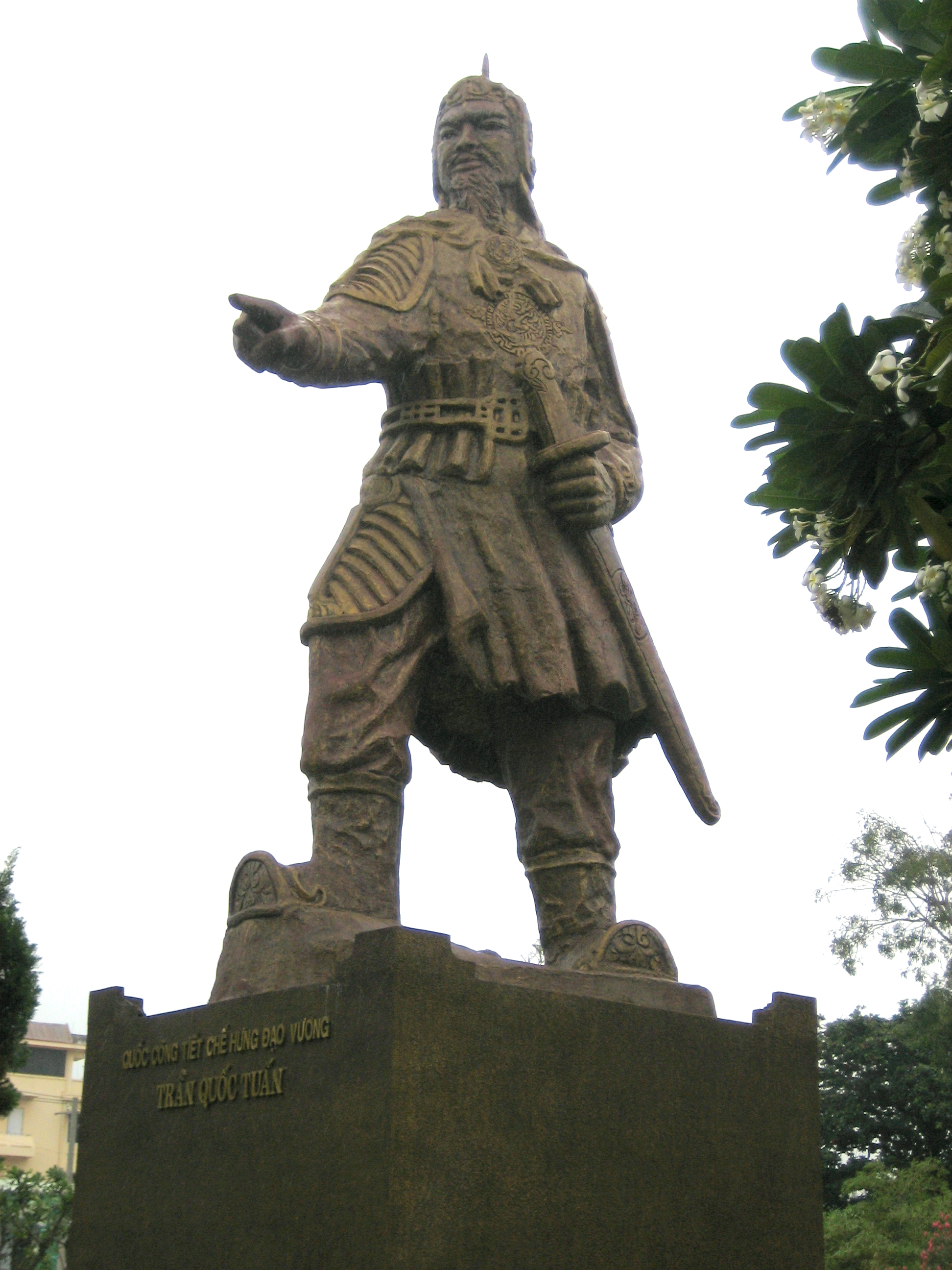
Trần Hưng Đạo som besegrade mongolerna på 1200-talet.

Vietnam, formellt Socialistiska republiken Vietnam, ligger i Sydostasien och gränsar till Kina, Laos och Kambodja. Västra delen av landet är bergigt och bebos till stor del av minoritetsgrupper medan de kustnära områdena är flacka och till stor del består av uppodlad mark som brukas av etniska vietnameser. Landet är en enpartistat och bara kommunistpartiet är tillåtet och press- och yttrandefriheten är begränsad. Landet har under en stor del av 1900-talet utkämpat krig vilket ledde till ekonomisk tillbakagång och isolering. Under många år har Sverige varit en viktig biståndsgivare till landet. Efter att landet öppnat upp sig mot omvärlden har turismen ökat och många utländska företag etablerat sig. Landet har över 95,5 miljoner invånare. Huvudstad är Hanoi som ligger i norra delen av landet medan största staden är Ho Chi Minh-staden i söder.

## Historik
I det område som idag är norra Vietnam har man hittat rester efter bofasta samhällen som är från 5000 f.Kr. Dong Sonkulturen producerade bronstrummor som spreds över Sydostasien. Vietnams historia har under större delen präglats av relationen till grannen i norr, Kina. Under 1000 år tillhörde norra Vietnam Kina men efter 938 blev landet självständigt. Kineserna återkom i början av 1400-talet men Le Loi befriade landet 1428. Vietnam växte sig starkare och kom att expandera söderut främst på bekostnad av Champariket.
År 1600 blev södra Vietnam ett självständigt land vilket ledde till en period av stridigheter mellan norra och södra delarna. 1771 bröt Tây Sơn-upproret ut i södra Vietnam och spred sig senare och även norra Vietnam kom att besegras. Den kungliga familjen dödades förutom en prins som kom tillbaka och tog makten och regerade under namnet Gia Long.
Vietnam koloniserades av Frankrike på 1800-talet. Det område som idag utgör Vietnam indelades i kolonin Cochinkina  och de två protektoraten Annam och Tonkin, vilka ingick i den koloniala federationen Franska Indokina från och med 1887. Denna koloni kontrollerades under andra världskriget av Vichyregimen som tillät japanerna att använda territoriet militärt, men ockuperades av Japan i mars 1945 av rädsla för en amerikansk invasion.
Efter några månader i augusti kollapsade den japanska lydregimen under Annams kejsare Bao Dai och Vietminh, ett parti bestående av kommunister såväl som nationalister, bildade en regering i Hanoi under ledning av kommunistledaren Ho Chi Minh.
Ett avtal undertecknades av Vietminh och fransmännen men Indokinakriget bröt snart ut beroende på en tvist om huruvida Cochinkina, sydligaste delen av Vietnam, skulle ingå i den fria stat som Vietminh skulle få bilda inom ramen för en indokinesisk federation, tillhörig det franska samväldet.
Kriget kom att fortgå till 1954, när fransmännen drog sig ur Vietnam efter att ha förlorat slaget vid Dien Bien Phu. Vid krigsstilleståndet drogs en demarkationslinje längs 17:e breddgraden, med kommunisterna i kontroll i norr och den annamesiske kejsaren Bao Dai, som återinsatts 1949 av fransmännen som landets marionetthärskare, i söder. Nordvietnam stod under ledning av Ho Chi Minh och i Sydvietnam blev Ngo Dinh Diem president år 1955. I enlighet med fredsavtalet skulle allmänna val hållas i hela landet men dessa genomfördes aldrig då man i Sydvietnam fruktade att kommunisterna skulle vinna.
USA kom att involvera sig mer och mer i Vietnam för att motverka ett kommunistiskt maktövertagande av hela landet. Vietnamkriget (1964–1973) var en väpnad konflikt mellan FNL och Nordvietnam på ena sidan samt Sydvietnam och USA på andra sidan som slutade med Paris-fördraget 1973 och USA drog ut sina trupper i augusti samma år. Det kommunistiska Nordvietnam invaderade Sydvietnam den 8 januari 1975 med 20 sovjetstödda divisioner och besegrade de sydvietnamesiska trupperna som inte längre fick militärt bistånd från USA. Det slutade med nordvietnamesisk seger och landets återförening under kommunistiskt styre. 1978-79 flydde hundratusentals vietnamesiska båtflyktingar från landet. 1979 invaderade Vietnam grannlandet Kambodja och störtade Pol Pot, för att istället insätta en vietnamesisk lydregim. På grund av detta uppstod en konflikt mellan Vietnam och Kina, som stödde Pol Pot. Ett gränskrig utkämpades samma år mellan Kina och Vietnam, där vietnameserna var starkare trots Kinas numerära överlägsenhet.
Den kommunistiska regeringen är alltjämt kvar vid makten, men har efter kinesiskt mönster gjort liberaliseringar inom ekonomin. Detta, samt det faktum att det amerikanska handelsembargot upphörde 1994, har gjort den vietnamesiska ekonomin starkare.

## Geografi

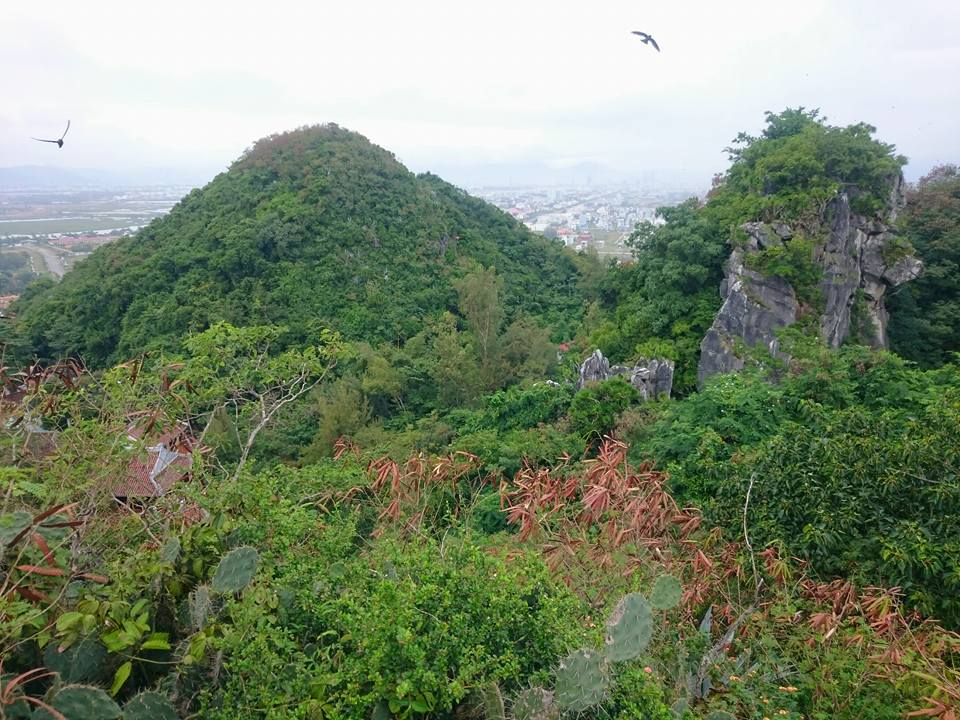
Marmorbergen

Ba Bể-sjön är den största naturliga sjön och ligger i nordöstra delen av Vietnam. Viktiga floder är Mekong i söder och Röda floden i norr. Vid flodernas delta är jordbruksmarken väldigt bördig och där är befolkningstätheten störst. 75 procent av landet består av berg och kullar och högsta berget är Fan Si Pan som är 3145,9 m högt. Gränsen mot Laos och Kambodja utgörs till större delen av en bergskedja.

## Styre och politik

### Författning och styre
Vietnam är en enpartistat, som styrs av Vietnams kommunistiska parti vars viktigaste organ är politbyrån. Denna väljs i sin tur av en centralkommitté. Att vara medlem i andra politiska partier är inte tillåtet. I nationalförsamlingen fattas officiellt besluten, även om det ofta handlar om att godkänna det som kommunistpartiet tidigare har beslutat. Statschefen i Vietnam är också president. Landets premiärminister leder statsrådet, som har 15 medlemmar vilka väljs av nationalförsamlingen. Även ministerrådet utses av nationalförsamlingen och har en liknande funktion som en västerländsk regering.

### Administrativ indelning
Vietnam är indelat i 59 provinser (tỉnh, singular och plural) och 5 kommuner (thành phố, singular och plural)

### Politik
De mänskliga rättigheterna är kraftigt begränsade i Vietnam. Långa fängelsestraff drabbar den som kritiserar regimen eller den utbredda korruptionen. I Freedom House rankning från 2017 över pressfrihet hamnar Vietnam långt ner, 84 poäng där 100 är det sämsta betyget. I Reportrar utan gränsers lista från 2019 över pressfrihet kommer Vietnam på plats 176 av 180 länder.

## Ekonomi och infrastruktur
Landets ekonomi växer kraftigt, och Vietnam klassificeras numera som ett medelinkomstland. År 1986 lanserades Doi moi, en reformering av ekonomin i marknadsekonomisk riktning. Kollektivjordbruken bröts upp och ersattes av den enskilda familjen som brukningsenhet. Idag är nästan alla bönder egna företagare. I början av 1980-talet var landet tvingat att importera ris för att kunna försörja befolkningen. Idag svarar jordbruket för drygt 40 procent av exporten. Reformerna inom jordbruket har ökat avkastningen dramatiskt och Vietnam är världens tredje största exportör av ris.
Turismen är en viktig näring men även tillverkning av skor, textilier och livsmedel. Utanför Vietnams kust finns oljefynd som dock flera länder gör anspråk på. Den vietnamesiska befolkningen är välutbildad och allt fler multinationella företag öppnar kontor i landet.
Med flödet av internationella investeringar och inträdet i Världshandelsorganisationen byggs det som aldrig förr och Vietnam hade 2007 en tillväxt som motsvarade Kinas högsta tillväxtsiffror. Marken ägdes fram till 2005 fortfarande av staten men nu kan den som har vietnamesiskt medborgarskap köpa mark. Detta tillsammans med byggboomen har lett till att markpriserna skjutit i höjden i takt med att allt fler industrier, vägar, bostadsområden, köpcentra och helt nya "städer" (som Saigon South) byggs. Detta har även lett till en viss spekulation i mark med en dröm om snabb avkastning. Det är dock relativt vanligt att skrupelfria företag/personer egenhändigt "beslagtar" små markbitar som inte övervakas regelbundet och som ligger nära ett bygge med utdragna rättsliga processer som följd.
Bland annat på grund av att bara vietnamesiska medborgare får köpa mark men även för att det i allmänhet minskar byråkratin ordentligt är det mycket vanligt med så kallade samriskföretag mellan utländska företag (ofta koreanska och japanska) och vietnamesiska företag i stället för dotterbolag placerade i Vietnam med utländska ägare. Det anses fortfarande mycket svårt för utländska aktörer att etablera sig på den vietnamesiska marknaden och det är därför mer vanligt att utländska företag investerar i tillverkningsindustri för en exportmarknad än att de riktar sig mot den vietnamesiska marknaden direkt.
År 2007 motsvarade lägenhets- och huspriserna i Hanoi och Ho Chi Minh-staden Stockholms priser trots att en genomsnittlig månadslön (3 000 000 vietnamesiska dong) bara motsvarade ungefär 1 500 svenska kronor efter skatt. Samma prisfördelning gäller hemelektronik, bilar och lätta motorcyklar / skotrar (även om billiga varianter finns). Detta beror främst på mycket höga importtullar.

### Turism

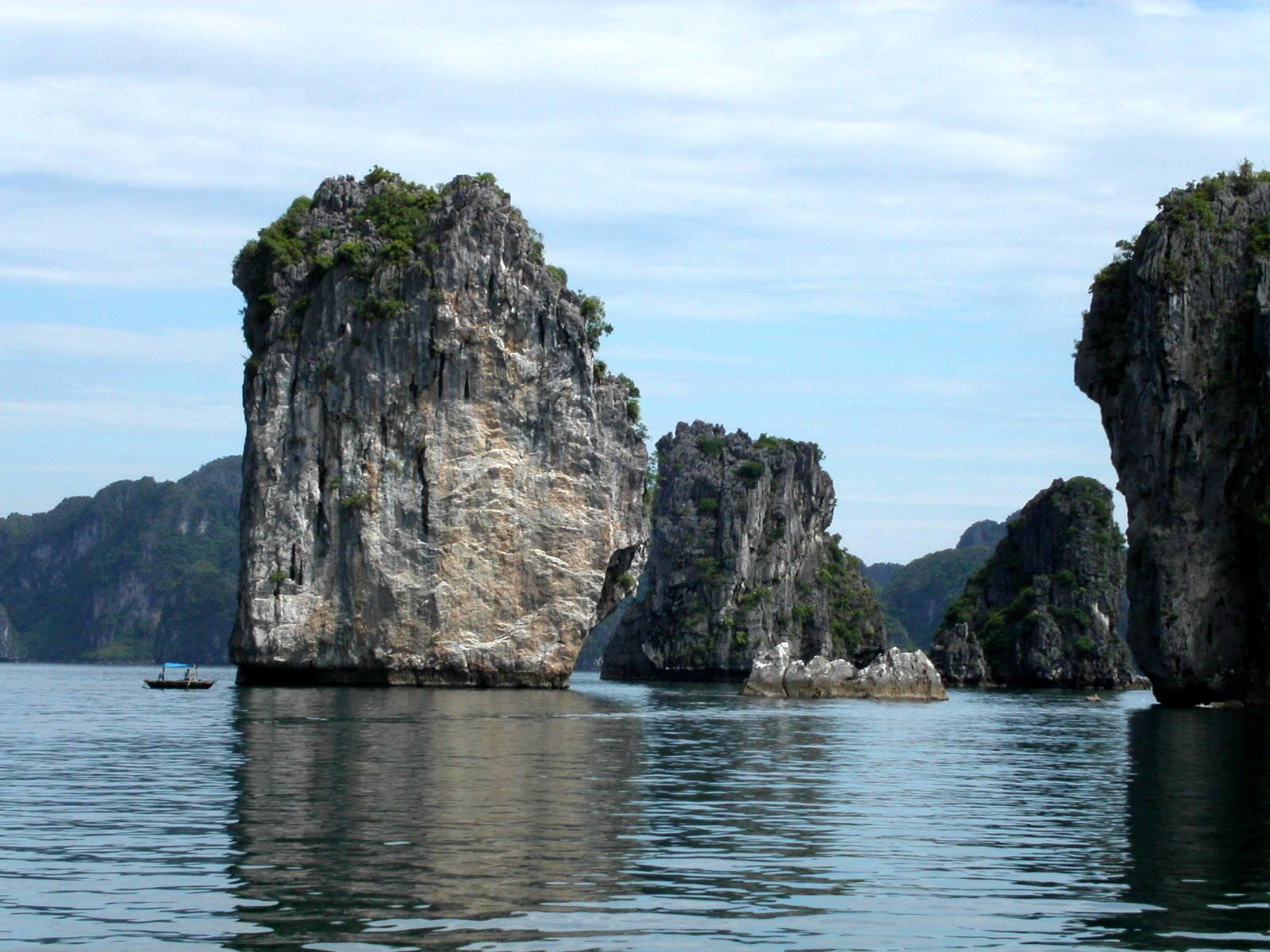
Ha-Longbukten i oktober 2003.

Vietnam har blivit ett allt större turistmål och 2007 besöktes landet av fyra miljoner turister. Besökare är ofta tyskar, fransmän, amerikaner, australiensare och nyzeeländare men allt fler israeler, koreaner, japaner och skandinaver hittar dit.
I Hanoi finns Ho Chi Minh-mausoleet och flera museer. Attraktioner i övriga norra Vietnam är främst den vackra naturen med Ha Long-bukten (ett av Vietnams fem världsarv) som största enskilda attraktion, Parfym-pagoden och Sapa med sina många minoritetsfolk och Vietnams högsta berg Fan Si Pan.
I centrala Vietnam ligger den gamla kejsarstaden Huế med gravar från Nguyen-dynastin och Hoi An där man har bevarat gamla byggnader från tiden då staden var en viktig hamn. Från Hoi An kan man besöka My Son som har Vietnams bäst bevarade tempelkomplex från Champariket. Längre söderut ligger Nha Trang som är känt för sina fina stränder och bra dykmöjligheter. Även Mui Ne har välbesökta stränder. I inlandet ligger Đà Lạt med ett behagligt klimat och goda möjligheter till vandringar i de omkringliggande bergen.
I södra Vietnam ligger Ho Chi Minh-staden som är landets ekonomiska centrum. Här kan turister besöka återföreningspalatset, Krigsminnesmuseet eller de många buddhistiska templen i Cholon. I området runt Ho Chi Minh-staden finns välbesökta tempel som tillhör Cao Dai och tunnelsystem, bland annat i Cu Chi, från Vietnamkriget (eller "amerikanska kriget" som det kallas i Vietnam). Mekongdeltat med sina flytande städer och rika växtlighet ligger på gränsen mot Kambodja.

## Befolkning

### Demografi

#### Större städer
Huvudstaden i Vietnam är Hanoi och den största staden i landet är Ho Chi Minh-staden (tidigare Saigon). Andra stora städer är Hai Phong och Da Nang. 

#### Minoriteter
Den största etniska gruppen är vietnameser, Kinh. Bergsfolk finns i de högre belägna delarna i nordväst och i centrala delarna där det bland annat bor muong, hmong och olika thaifolk. De kineser som bor i Vietnam kallas hoa.

### Språk
Officiellt språk är vietnamesiska.

### Religion
Religioner är buddhism (65-70 %), katolicism (ca 8 %), konfucianism, daoism, Cao Dai och Hoa Hao. Dock är religionsfriheten begränsad i landet.

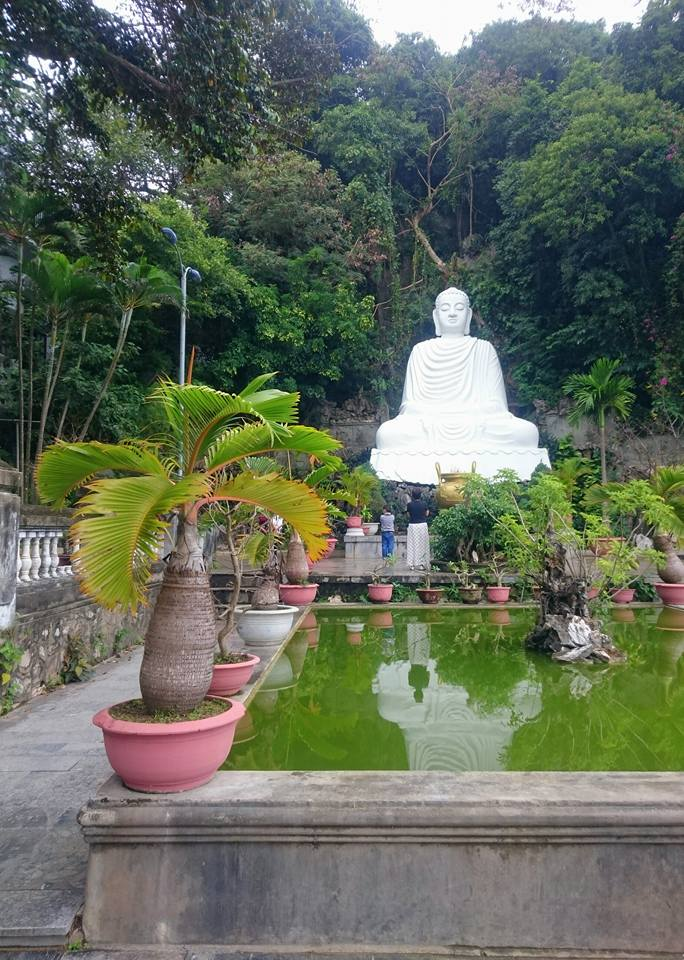
Buddha i Da Nang

Det finns en mångfald av religiösa inriktningar i Vietnam, vilket är en följd av den etniska mångfalden. De tre tongivande delarna av Vietnams religiösa historia är buddhism, dhaoism och konfucianism. Det finns också omkring nio miljoner kristna i landet, huvudsakligen katoliker, vilket kommer av de kristna missionärernas verksamhet i landet från 1500-talet och framåt. I södra Vietnam är religionen ciao dai vanlig, och hade 2017 ca tre miljoner anhängare.

## Internationella rankningar
| Organisation                                | Undersökning                   | Rankning   |
| ------------------------------------------- | ------------------------------ | ---------- |
| Heritage Foundation/The Wall Street Journal | Index of Economic Freedom 2019 | 128 av 180 |
| Reportrar utan gränser                      | Pressfrihetsindex 2019         | 176 av 180 |
| Transparency International                  | Korruptionsindex 2018          | 117 av 180 |
| FN:s utvecklingsprogram                     | Human Development Index 2018   | 118 av 189 |